# Gerd Zikeli
Gerd Dieter Zikeli (* 10. Februar 1937 in Agnita, Königreich Rumänien) ist ein deutscher reformierter Geistlicher und Rechtsextremist.

## Leben
Gerd Zikeli gehört der deutschsprachigen Minderheit der Siebenbürger Sachsen an und studierte in Hermannstadt und Cluj-Napoca Theologie, bevor er 1962 in Alba Iulia ordiniert wurde. Dort war er bis zu seiner Auswanderung nach Deutschland 1964 als Pfarrverweser tätig. Von 1964 bis 1967 wirkte Zikeli in der Evangelischen Kirche von Kurhessen-Waldeck als Vikar, war jedoch nicht als Pfarrer wählbar. Dies veranlasste ihn, sich auf die Pfarrstelle im Schweizer Stallikon zu bewerben und erhielt die Stelle nach bestandener mündlichen Prüfung 1968 von der Evangelisch-reformierten Landeskirche des Kantons Zürich.
Später war Zikeli ein persönlicher Sekretär von Otto Ernst Remer und schrieb u. a. für die Zeitschriften Nation Europa, Die Bauernschaft und Der Bismarckdeutsche. 1974 gründete Zikeli zusammen mit Rudolf Keller, Konrad Hess und ein paar Rechtsextremisten die pangermanische Propaganda verbreitende Gruppe Nationale Basis Schweiz (NBS). Die NBS war eine Abspaltung der rechten Europaburschenschaft Arminia. Mitgründer der NBS waren ein Zürcher Drogist namens Hingrauer, der Kaufmann Bruno Meier (* 1945) und der Lehrer Arnold Sennhauser (* 1951) aus Wettingen. Die aargauische Gemeinde wurde Sitz der NBS. Diese hatte durch mehrere Neuzugänge und die Teilnahme an Treffen von Neonazis in Deutschland und Österreich ein eindeutig rechtsextremes Profil.
Zikeli wurde versetzt, weil er eine Kollekte zugunsten von Brot für alle verboten hatte. Ab 1976 war er Pfarrer in Bruggen (St. Gallen); 1979 wurde er im Buch Die unheimlichen Patrioten als Neonazi entlarvt; 1980 wählte ihn die lokale Kirchgemeinde deswegen mit 96,5 % der Stimmen ab. Im gleichen Jahr verfasste er dazu eine Stellungnahme mit dem Titel „Unheimlicher Patriot“ oder unheimliches Kesseltreiben? 1981 zog er nach München (die Schweiz und Österreich verfügten über ihn Einreisesperren); er appellierte vergeblich an das Schweizerische Bundesgericht.
Zwei reformierte Pfarrer hatten sich gleichwohl 1980 auf seine Seite gestellt, nämlich Martin Klingenberg in Gossau (St. Gallen) und Rolf Sturzenegger in Wald im Kanton Zürich. Klingenberg ging soweit, seine Meinung im Mai 1980 im Vereinsblatt Volk und Heimat der rechtsaussen positionierten Organisation Nationale Aktion zu veröffentlichen. 1990 nahm Zikeli am Revisionistentreffen Wahrheit macht frei in München teil. Danach verfasste er Schriften über Corneliu Zelea Codreanu, dessen Gedankengut er unter anderem auf einer Veranstaltung des Nationaldemokratischen Hochschul-Bunds am 28. November 1998 in Augsburg verbreitete. Auch nach 2000 war er noch als Alter Herr in der Europaburschenschaft Arminia Zürich zu Heidelberg aktiv.